# Magyarfrátai fatemplom
A magyarfrátai fatemplom műemlékké nyilvánított épület Romániában, Kolozs megyében. A romániai műemlékek jegyzékében a CJ-II-m-B-07617 sorszámon szerepel.